# N,N-ジメチルエチルアミン
N,N-ジメチルエチルアミン（英語: N,N-Dimethylethylamine、DMEA）は、化学式が (CH3)2NC2H5 の有機化合物である。主に鋳物工場でエポキシ樹脂やポリウレタンの触媒として、また中子砂の製造に使用される工業用化学物質である。ジメチルエチルアミンは、室温で悪臭を放つ揮発性の液体で、トリメチルアミンの食事からの摂取量が多いほど、高濃度で排泄される 。